# Inonotus nidus-pici
Inonotus nidus-pici är en svampart som beskrevs av Pilát 1953. Inonotus nidus-pici ingår i släktet Inonotus och familjen Hymenochaetaceae.   Inga underarter finns listade i Catalogue of Life.